# Donovan Léon
Donovan Léon (Caienna, 3 novembre 1992) è un calciatore francese di origini guianesi, portiere dell'Auxerre e della Selezione della Guyana francese.

## Carriera

### Club
Ha militato nelle giovanili del BCSC Cayenne e del Brétigny. Nel 2009 si trasferisce all'Auxerre. Dal 2009 al 2013 ha giocato anche con la seconda squadra. Nel 2015 viene acquistato dal Brest. Il 23 giugno 2020 viene ufficializzato il suo ritorno all'Auxerre a parametro zero.

### Nazionale
Ha debuttato in Nazionale il 27 maggio 2014, nell'amichevole Suriname-Guyana francese (1-0). Nel 2017 viene inserito nella lista dei convocati per la Gold Cup 2017.

## Statistiche

### Cronologia presenze e reti in nazionale
| Cronologia completa delle presenze e delle reti in nazionale ― Guyana francese | Cronologia completa delle presenze e delle reti in nazionale ― Guyana francese | Cronologia completa delle presenze e delle reti in nazionale ― Guyana francese | Cronologia completa delle presenze e delle reti in nazionale ― Guyana francese | Cronologia completa delle presenze e delle reti in nazionale ― Guyana francese | Cronologia completa delle presenze e delle reti in nazionale ― Guyana francese | Cronologia completa delle presenze e delle reti in nazionale ― Guyana francese | Cronologia completa delle presenze e delle reti in nazionale ― Guyana francese |
| Data                                                                           | Città                                                                          | In casa                                                                        | Risultato                                                                      | Ospiti                                                                         | Competizione                                                                   | Reti                                                                           | Note                                                                           |
| ------------------------------------------------------------------------------ | ------------------------------------------------------------------------------ | ------------------------------------------------------------------------------ | ------------------------------------------------------------------------------ | ------------------------------------------------------------------------------ | ------------------------------------------------------------------------------ | ------------------------------------------------------------------------------ | ------------------------------------------------------------------------------ |
| 28-5-2014                                                                      | Paramaribo                                                                     | Suriname                                                                       | 1 – 0                                                                          | Guyana francese                                                                | Amichevole                                                                     | -1                                                                             |                                                                                |
| 1-6-2014                                                                       | Oranjestad                                                                     | Guyana francese                                                                | 6 – 0                                                                          | Isole Vergini Britanniche                                                      | Qualificazioni alla Coppa dei Caraibi 2014                                     | -                                                                              |                                                                                |
| 2-6-2014                                                                       | Oranjestad                                                                     | Turks e Caicos                                                                 | 0 – 6                                                                          | Guyana francese                                                                | Qualificazioni alla Coppa dei Caraibi 2014                                     | -                                                                              | 72’                                                                            |
| 4-6-2014                                                                       | Oranjestad                                                                     | Aruba                                                                          | 0 – 2                                                                          | Guyana francese                                                                | Qualificazioni alla Coppa dei Caraibi 2014                                     | -                                                                              | 90’                                                                            |
| 9-10-2014                                                                      | Port-au-Prince                                                                 | Haiti                                                                          | 2 – 2                                                                          | Guyana francese                                                                | Qualificazioni alla Coppa dei Caraibi 2014                                     | -2                                                                             | 15’                                                                            |
| 10-10-2014                                                                     | Port-au-Prince                                                                 | Guyana francese                                                                | 1 – 2                                                                          | Haiti                                                                          | Qualificazioni alla Coppa dei Caraibi 2014                                     | -2                                                                             |                                                                                |
| 12-11-2014                                                                     | Montego Bay                                                                    | Cuba                                                                           | 1 – 1                                                                          | Guyana francese                                                                | Coppa dei Caraibi 2014 - 1º Turno                                              | -1                                                                             |                                                                                |
| 13-11-2014                                                                     | Montego Bay                                                                    | Trinidad e Tobago                                                              | 4 – 2                                                                          | Guyana francese                                                                | Coppa dei Caraibi 2014 - 1º Turno                                              | -4                                                                             |                                                                                |
| 15-11-2014                                                                     | Montego Bay                                                                    | Guyana francese                                                                | 4 – 1                                                                          | Curaçao                                                                        | Coppa dei Caraibi 2014 - 1º Turno                                              | -1                                                                             | Cap.                                                                           |
| 25-3-2015                                                                      | Remire-Montjoly                                                                | Guyana francese                                                                | 3 – 1                                                                          | Honduras                                                                       | Qual. Gold Cup 2015                                                            | -1                                                                             |                                                                                |
| 27-3-2016                                                                      | Hamilton                                                                       | Bermuda                                                                        | 2 – 1                                                                          | Guyana francese                                                                | Qualificazioni alla Coppa dei Caraibi 2017                                     | -2                                                                             |                                                                                |
| 30-3-2016                                                                      | Remire-Montjoly                                                                | Guyana francese                                                                | 3 – 0                                                                          | Cuba                                                                           | Qualificazioni alla Coppa dei Caraibi 2017                                     | -                                                                              |                                                                                |
| 7-6-2016                                                                       | Santo Domingo                                                                  | Rep. Dominicana                                                                | 2 – 1                                                                          | Guyana francese                                                                | Qualificazioni alla Coppa dei Caraibi 2017                                     | -2                                                                             |                                                                                |
| 19-6-2016                                                                      | Remire-Montjoly                                                                | Guyana francese                                                                | 3 – 0                                                                          | Bermuda                                                                        | Qualificazioni alla Coppa dei Caraibi 2017                                     | -                                                                              |                                                                                |
| 9-10-2016                                                                      | Remire-Montjoly                                                                | Guyana francese                                                                | 1 – 0                                                                          | Saint Kitts e Nevis                                                            | Qualificazioni alla Coppa dei Caraibi 2017                                     | -                                                                              | 90’                                                                            |
| 9-11-2016                                                                      | Port-au-Prince                                                                 | Haiti                                                                          | 2 – 5                                                                          | Guyana francese                                                                | Qualificazioni alla Coppa dei Caraibi 2017                                     | -2                                                                             |                                                                                |
| 23-6-2017                                                                      | Fort-de-France                                                                 | Giamaica                                                                       | 1 – 1 (5 - 3 dtr)                                                              | Guyana francese                                                                | Coppa dei Caraibi 2017 - Semifinale                                            | -1                                                                             | Cap.                                                                           |
| 25-6-2017                                                                      | Fort-de-France                                                                 | Guyana francese                                                                | 1 – 0                                                                          | Martinica                                                                      | Coppa dei Caraibi 2017 - Finale 3º-4º posto                                    | -                                                                              | Cap.                                                                           |
| 8-7-2017                                                                       | Harrison                                                                       | Guyana francese                                                                | 2 – 4                                                                          | Canada                                                                         | Gold Cup 2017 - 1º Turno                                                       | -4                                                                             | Cap.                                                                           |
| 12-7-2017                                                                      | Houston                                                                        | Honduras                                                                       | 3 – 0                                                                          | Guyana francese                                                                | Gold Cup 2017 - 1º Turno                                                       | -3                                                                             |                                                                                |
| 15-7-2017                                                                      | Frisco                                                                         | Costa Rica                                                                     | 3 – 0                                                                          | Guyana francese                                                                | Gold Cup 2017 - 1º Turno                                                       | -3                                                                             | Cap.                                                                           |
| 7-9-2018                                                                       | The Valley                                                                     | Anguilla                                                                       | 0 – 5                                                                          | Guyana francese                                                                | CONCACAF Nations League 2019-2020 - Qualificazioni                             | -                                                                              |                                                                                |
| 12-10-2018                                                                     | Remire-Montjoly                                                                | Guyana francese                                                                | 1 – 0                                                                          | Saint Vincent e Grenadine                                                      | CONCACAF Nations League 2019-2020 - Qualificazioni                             | -                                                                              | 59’                                                                            |
| 20-11-2018                                                                     | Remire-Montjoly                                                                | Guyana francese                                                                | 2 – 1                                                                          | Guyana                                                                         | CONCACAF Nations League 2019-2020 - Qualificazioni                             | -1                                                                             | Cap. 37’                                                                       |
| 9-9-2019                                                                       | Basseterre                                                                     | Saint Kitts e Nevis                                                            | 2 – 2                                                                          | Guyana francese                                                                | CONCACAF Nations League 2019-2020 - Fase a gironi                              | -2                                                                             |                                                                                |
| 3-6-2022                                                                       | Caienna                                                                        | Guyana francese                                                                | 2 – 0                                                                          | Guatemala                                                                      | CONCACAF Nations League 2022-2023 - Fase a gironi                              | -                                                                              |                                                                                |
| 6-6-2022                                                                       | Santo Domingo                                                                  | Rep. Dominicana                                                                | 2 – 3                                                                          | Guyana francese                                                                | CONCACAF Nations League 2022-2023 - Fase a gironi                              | -2                                                                             |                                                                                |
| 10-6-2022                                                                      | Belmopan                                                                       | Belize                                                                         | 1 – 1                                                                          | Guyana francese                                                                | CONCACAF Nations League 2022-2023 - Fase a gironi                              | -1                                                                             |                                                                                |
| 23-3-2023                                                                      | Remire-Montjoly                                                                | Guyana francese                                                                | 1 – 1                                                                          | Rep. Dominicana                                                                | CONCACAF Nations League 2022-2023 - Fase a gironi                              | -1                                                                             |                                                                                |
| 28-3-2023                                                                      | Città del Guatemala                                                            | Guatemala                                                                      | 4 – 0                                                                          | Guyana francese                                                                | CONCACAF Nations League 2022-2023 - Fase a gironi                              | -4                                                                             |                                                                                |
| 17-6-2023                                                                      | Fort Lauderdale                                                                | Guyana francese                                                                | 4 – 1                                                                          | Sint Maarten                                                                   | Qual. Gold Cup 2023                                                            | -1                                                                             |                                                                                |
| 21-6-2023                                                                      | Fort Lauderdale                                                                | Saint Kitts e Nevis                                                            | 1 – 1 (5 - 3 dtr)                                                              | Guyana francese                                                                | Qual. Gold Cup 2023                                                            | -1                                                                             |                                                                                |
| 8-9-2023                                                                       | Hamilton                                                                       | Bermuda                                                                        | 0 – 0                                                                          | Guyana francese                                                                | CONCACAF Nations League 2023-2024 - 1º Turno                                   | -                                                                              |                                                                                |
| Totale                                                                         |                                                                                | Presenze                                                                       | 33                                                                             |                                                                                | Reti                                                                           | -43                                                                            |                                                                                |

## Palmarès

### Club

#### Competizioni nazionali
- Campionato francese di seconda divisione: 1

Auxerre: 2023-2024